# Ceylan Özgün Özçelik
Ceylan Özgün Özçelik (Rize, 3 de febrer de 1980) és una guionista i directora de cinema turca. La seva pel·lícula Kaygı (Preocupació en turc) va ser presentada en el 67è Festival Internacional de Cinema de Berlín sota el nom anglès Inflame.